# 姬田鸡

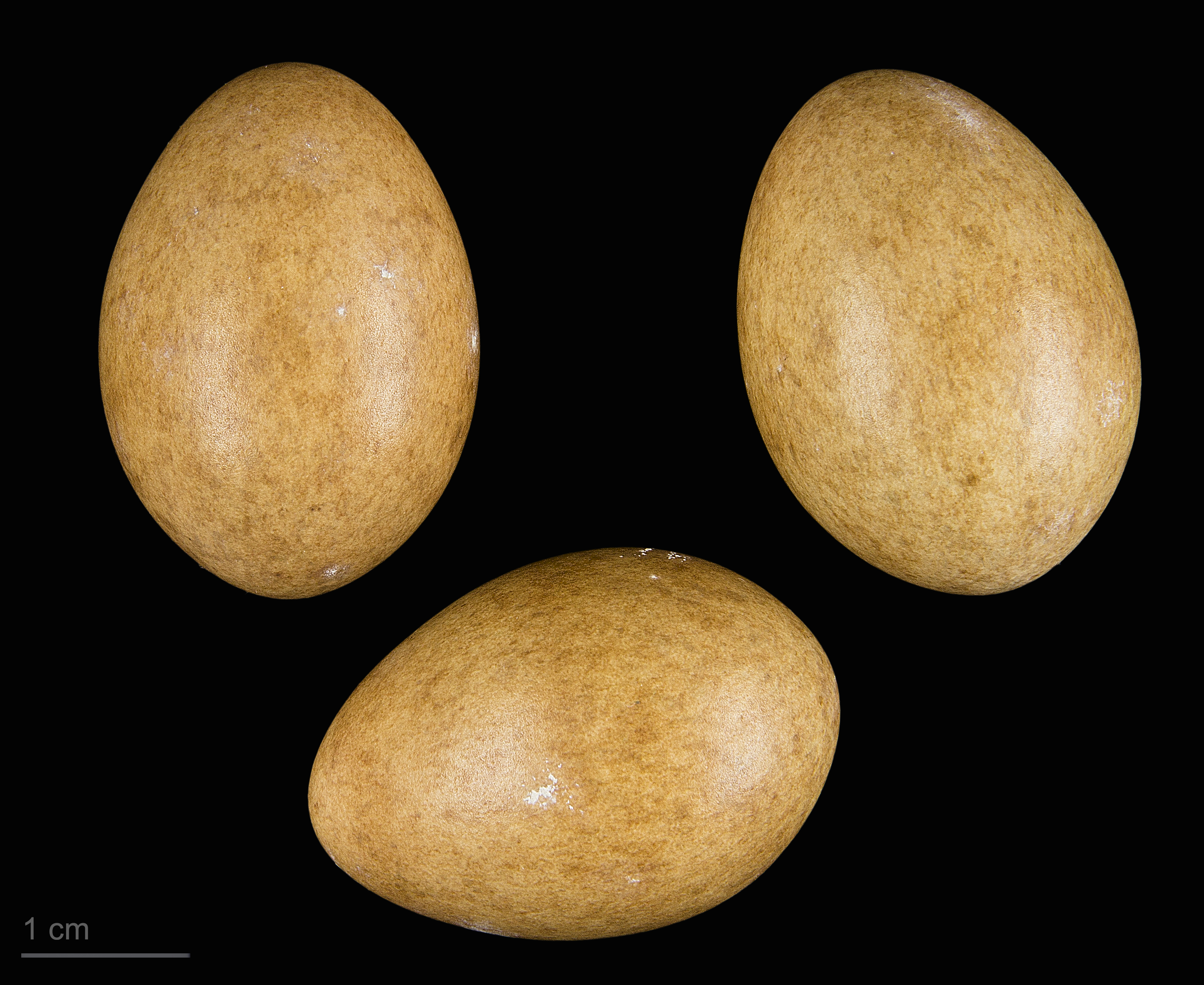
姬田鸡的蛋

姬田鸡（学名：Zapornia parva）为秧鸡科田鸡属的鸟类，主要分布於亞洲中西部、北非與歐洲大陸地區。该物种的模式产地可能位於斯洛維尼亞的卡尼奧拉。
姬田鸡体重约49.7克，翼长约100.9毫米，嘴峰长约19.4毫米，喙宽度约2.4毫米，喙厚度约4.7毫米，跗蹠长约28.6毫米，尾长约52.9毫米。姬田鸡是候鸟，其栖息在密集的湖泊、沼泽等湿地环境中，食性为肉食性，主要食物来源是水生动物。

## 保护
- 中国国家重点保护动物等级：二级